# Potamarius
Potamarius — рід риб з родини Арієві ряду сомоподібних. Має 4 види.

## Опис
Загальна довжина представників цього роду коливається від 35 до 44 см. Голова невеличка, трохи сплощена. Очі маленькі. Є 3 пари вусів. Верхня щелепа довше за нижню. Тулуб помірно товстий, особливо в області черева. Спинний плавець невеличкий, з короткою основою. Жировий плавець крихітний. Грудні плавці короткі, широкі. Анальний плавець високий, помірно довгий. Хвостовий плавець великий, сильно розділений.

## Спосіб життя
Один вид — P. grandoculus мешкає в морських й солонуватих водах. Решта видів зустрічаються в озерах і річках і є чисто прісноводними. Живляться водними безхребетними і рибою.

## Розповсюдження
Поширені у Центральній та Південній Америці.

## Види
- Potamarius izabalensis
- Potamarius nelsoni
- Potamarius usumacintae